# 6544 Stevendick
6544 Stevendick este un asteroid din centura principală, descoperit pe 29 septembrie 1986, de Zdeňka Vávrová.